# Parafia św. Brata Alberta w Szczytnie
Parafia Świętego Brata Alberta w Szczytnie – rzymskokatolicka parafia w Szczytnie, należąca do archidiecezji warmińskiej i dekanatu Szczytno. Została utworzona 10 czerwca 1990. Kościół parafialny znajduje się przy ulicy Wileńskiej.
Wieloletni proboszcz parafii, ks. prałat Lech Lachowicz, stał się ofiarą brutalnej napaści na plebanii w niedzielę, 3 listopada 2024. Zmarł 9 listopada 2024. 

## Proboszczowie
- ks. Lech Lachowicz (1990–2024)[3]
- ks. Krzysztof Bielawny (administrator od grudnia 2024)[4].